# Randy Pearlstein
Randy Pearlstein (* 21. April 1971) ist ein US-amerikanischer Schauspieler und Drehbuchautor.

## Karriere
Seine ersten Schritte im Filmgeschäft machte Randy Pearlstein 1990 als Schauspieler in dem Film Atomic Reporter. Es folgten ein Gastauftritt in der TV-Serie Hardcore TV sowie kleine Rollen in Machen wir’s wie Cowboys und Léon – Der Profi. 1996 spielte er in Liebe hat zwei Gesichter und 2000 in dem Tanzfilm Center Stage. 2002 schrieb er zusammen mit Eli Roth das Drehbuch zu Film Cabin Fever und übernahm zum ersten Mal die Sprachrolle des fiktiven Schauspielers Jack Howitzer in Grand Theft Auto: Vice City. Diese Rolle wiederholte er 2004 in Grand Theft Auto: San Andreas, 2006 in Grand Theft Auto: Vice City Stories und 2013 in Grand Theft Auto IV. Von 2003 bis 2006 spielte er in 8 Episoden der TV-Serie Chappelle’s Show mit und übernahm von 2010 bis 2012 eine der Hauptsprechrollen in der Zeichentrickserie Ugly Americans.

## Filmografie
als Schauspieler:
- 1990: Atomic Reporter
- 1994: Hardcore TV (1 Episode)
- 1994: Machen wir’s wie Cowboys
- 1994: Léon – Der Profi
- 1995: The Moviemaker
- 1996: Liebe hat zwei Gesichter
- 1996: The Charles Grodin Show
- 1997: F/X (1 Episode)
- 1998: Dead Man on Campus
- 1999: Suits
- 2000: Center Stage
- 2004: The Wrong Coast
- 2004: The Latest Show with Elon Gold
- 2003–2006: Chappelle’s Show (8 Episoden)
- 2009: Michael & Michael Have Issues (7 Episoden)
- 2010–2012: Ugly Americans

als Drehbuchautor:
- 2002: Cabin Fever
- 2004: The Latest Show with Elon Gold
- 2009: Cabin Fever 2
- 2010: The Consultants (Drehbuchberater bei 4 Episoden)

als Sprechrolle in Videospielen:
Randy Pearlstein spricht in der GTA-Reihe den fiktiven Schauspieler Jack Howitzer.
- 2002: Grand Theft Auto: Vice City
- 2004: Grand Theft Auto: San Andreas
- 2006: Grand Theft Auto: Vice City Stories
- 2013: Grand Theft Auto IV